# NGC 2315
NGC 2315 este o radiogalaxie situată în constelația Linxul. A fost descoperită în 16 februarie 1831 de către John Herschel. Se află la o distanță de 86,41 de megaparseci de Pământ.